# Liste der Biografien/Konc
Liste der Biografien |
Portal Biografien |
Personensuche
# |
A |
B |
C |
D |
E |
F |
G |
H |
I |
J |
K |
L |
M |
N |
O |
P |
Q |
R |
S |
T |
U |
V |
W |
X |
Y |
Z |
?
 
Ka |
Kb |
Kc |
Kd |
Ke |
Kf |
Kg |
Kh |
Ki |
Kj |
Kl |
Km |
Kn |
Ko |
Kp |
Kr |
Ks |
Kt |
Ku |
Kv |
Kw |
Ky |
Kx |
Kz
 
Koa |
Kob |
Koc |
Kod |
Koe |
Kof |
Kog |
Koh |
Koi |
Koj |
Kok |
Kol |
Kom |
Kon |
Koo |
Kop |
Kor |
Kos |
Kot |
Kou |
Kov |
Kow |
Kox |
Koy |
Koz
 
Kona |
Konc |
Kond |
Kone |
Konf |
Kong |
Konh |
Koni |
Konj |
Konk |
Konl |
Konm |
Konn |
Kono |
Konp |
Konr |
Kons |
Kont |
Konu |
Konv |
Konw |
Kony |
Konz
Die Liste der Biografien führt alle Personen auf, die in der deutschsprachigen Wikipedia einen Artikel haben. Dieses ist eine Teilliste mit 21 Einträgen von Personen, deren Namen mit den Buchstaben „Konc“ beginnt.

## Konc
- Konc, Andrija († 1945), jugoslawischer Operetten- und Schlagersänger, Komponist sowie Fußballtorhüter

### Konca
- Konca, Ali Haydar (* 1950), türkischer Politiker
- Konca, Ender (* 1947), türkischer Fußballspieler und -trainer
- Konca, Vivien (* 1994), deutsche Schönheitskönigin und ehemalige Miss Germany 2014
- Koncak, Jon (* 1963), US-amerikanischer Basketballspieler
- Končal, Daniel (* 1982), slowakischer Volleyballspieler
- Končal, Matěj (* 1993), tschechischer Fußballspieler
- Končar, Rade (1911–1942), jugoslawischer Politiker und Partisan

### Konch
- Konchellah, Billy (* 1961), kenianischer Mittelstreckenläufer
- Konchellah, Patrick (1968–2009), kenianischer Mittelstreckenläufer
- Konchesky, Paul (* 1981), englischer Fußballspieler

### Konci
- Koncilia, Friedrich (* 1948), österreichischer Fußballtorhüter
- Koncilia, Peter (* 1949), österreichischer Fußballspieler
- Končius, Mindaugas (* 1944), litauischer Politiker (Seimas)

### Konck
- Köncke, Gudrun (* 1963), deutsche Politikerin (GAL), MdHB
- Köncke, Henrik (* 1990), deutscher Fußballfunktionär

### Koncs
- Koncsik, Imre (* 1969), deutscher Theologe

### Koncz
- Koncz, Josef (1916–1988), deutscher Herzchirurg und Hochschullehrer
- Koncz, Tihamér (1925–1997), ungarischer Bauingenieur
- Koncz, Zsuzsa (* 1946), ungarische SängerinZsuzsa Koncz (* 1946)

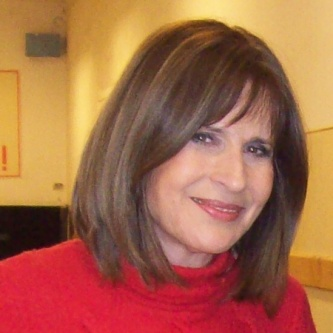
Zsuzsa Koncz (* 1946)

- Konczak, Jürgen (* 1960), deutscher Bewegungswissenschaftler